# Паниковец (Залегощенский район)
Паниковец — деревня в Залегощенском районе Орловской области России. Входит в состав Грачёвского сельского поселения.

## География
Деревня находится в центральной части Орловской области, в лесостепной зоне, в пределах центральной части Среднерусской возвышенности, на левом берегу реки Паниковец, на расстоянии примерно 12 км (по прямой) к северо-западу от посёлка городского типа Залегощь, административного центра района. Абсолютная высота — 199 м над уровнем моря.
Часовой пояс
Деревня Паниковец, как и вся Орловская область, находится в часовой зоне МСК (московское время). Смещение применяемого времени относительно UTC составляет +3:00.

## Население
| 1857 | 1915 | 2010 |
| ---- | ---- | ---- |
| 416  | ↘406 | ↘5   |

Половой состав
По данным Всероссийской переписи населения 2010 года, в гендерной структуре населения мужчины составляли 40 %, женщины — соответственно 60 %.
Национальный состав
Согласно результатам переписи 2002 года, в национальной структуре населения русские составляли 100 % из 4 чел.